# Pondok Meja
Pondok Meja is een bestuurslaag in het regentschap Muaro Jambi van de provincie Jambi, Indonesië. Pondok Meja telt 5187 inwoners (volkstelling 2010).